# Pagaran Dolok Sosa Jae
Pagaran Dolok Sosa Jae is een bestuurslaag in het regentschap Padang Lawas van de provincie Noord-Sumatra, Indonesië. Pagaran Dolok Sosa Jae telt 169 inwoners (volkstelling 2010).